# Iwan Romanow (bolszewik)
Iwan Romanowicz Romanow (ros. Иван Романович Романов, ur. 1881 we wsi Sawieljewo w guberni moskiewskiej, zm. 6 czerwca 1919 w Moskwie) – rosyjski rewolucjonista, bolszewik.

## Życiorys
Od 1898 działacz SDPRR, od lutego do czerwca 1907 był deputowanym do II Dumy Państwowej, w latach 1907-1917 przebywał na emigracji w Belgii, gdzie studiował w Instytucie Politechnicznym w Liège, i we Francji, skąd w czerwcu 1917 wrócił do Rosji. Od 9 listopada do 7 grudnia 1917 był przewodniczącym Niżnonowogrodzkiego Komitetu Wojskowo-Rewolucyjnego, od listopada 1917 do stycznia 1918 przewodniczącym Rady Niżnonowogrodzkiej, od 18 stycznia do 5 sierpnia 1918 przewodniczącym Komitetu Wykonawczego Niżnonowogrodzkiej Rady Gubernialnej, a od 2 kwietnia do 16 czerwca 1918 przewodniczącym Komitetu Gubernialnego RKP(b) w Niżnym Nowogrodzie, w 1919 członek Prezydium Moskiewskiej Rady Miejskiej.